# Theodor Parisius
 Rudolf Ludwig Theodor Parisius (* 7. September 1896 in Eisdorf am Harz; † 8. April 1985 in Wennigsen) war ein deutscher Verwaltungsjurist und preußischer Landrat.

## Leben
Theodor Parisius diente als Sanitäter im Ersten Weltkrieg. Nach Kriegsende studierte er Rechtswissenschaften in Göttingen und Marburg. In Göttingen schloss er sich, wie sein Vater, der Landsmannschaft Gottinga an. 1920 trat er nach seiner Promotion in den Dienst der Regierung Hannover. 1932 wurde er zum Landrat im schlesischen Kreis Bolkenhain berufen. Bereits im Oktober des gleichen Jahres wurde der Kreis aufgelöst und Parisius zum kommissarischen Landrat im Kreis Calbe a./S. berufen. Zum 1. Mai 1933 trat er der NSDAP bei (Mitgliedsnummer 1.989.212). Dort wirkte er bis 1940 gleichzeitig auch als Kreisamtsleiter für Kommunalpolitik der NSDAP. Nach dem Überfall auf Polen 1939 wurde Parisius als Landrat im Regierungsbezirk Zichenau in Zichenau selbst eingesetzt.
Nach Ende des Zweiten Weltkrieges trat Parisius in den Dienst des Landes Niedersachsen und wirkte auf verschiedenen Posten. Von 1956 bis 1959 war er Pressechef der niedersächsischen Landesregierung, von 1959 bis 1961 Präsident der Klosterkammer Hannover.

## Auszeichnungen
- 1961: Großes Verdienstkreuz der Bundesrepublik Deutschland
- 1972: Großes Verdienstkreuz des Niedersächsischen Verdienstordens